# Robert Tear
Robert Tear (Barry, Gales, 8 de marzo de 1939- Londres, Inglaterra, 29 de marzo de 2011) fue un tenor galés, uno de los más prestigiosos del siglo XX en el Reino Unido, junto a Peter Pears, Stuart Burrows, Philip Langridge y Anthony Rolfe-Johnson, estos últimos pertenecientes a su generación. Se destacó en papeles contemporáneos, clásicos y en la última etapa de su carrera, se especializó en roles de carácter
Estudió en el King's College de Cambridge (del que luego será nombrado miembro honorario). Entre 1992 y 1994 Robert fue director artístico de Universidad de Canto de la Royal School of Music de Londres y ha impartido clases en la cátedra Internacional de Canto en la Royal Academy of Music. 
Tear fue eximio intérprete de los compositores británicos Benjamin Britten y Michael Tippett. De este último, estrenó el papel de Dov de su ópera The Knot Garden y uno de los baluartes del Covent Garden en la década de 1970-80 donde cantó Lensky de Eugene Onegin, el príncipe Vasili Golitsin en Jovánschina y Prince Shuisky en Borís Godunov, en el King Priam, Jack en Midsummer Marriage, Tom Rakewell en The Rake's Progress y Captain Vere en Billy Budd y Peter Grimes.
En Covent Garden, Tear también cantó en Mathis der Maler (1995), Palestrina (1997), con actuaciones en el Metropolitan Opera de New York, como un exitosísimo Captain Vere en  Billy Budd, en París en el estreno de la versión de tres actos de Lulu de Alban Berg dirigido por Pierre Boulez, en Sídney (1999) y Los Ángeles (2000); Toronto y Salzburgo donde había debutado en 1985. En Munich cantó Las excursiones del señor Brouceck de Leoš Janáček y Ubú rey de Penderecki en 1991.
Su último papel fue el Emperador en Turandot de Giacomo Puccini.
Desde 1961 estuvo casado con Hilary Thomas, padre de dos hijas: Becky y Lizzie.